# Vjezd gladiátorů

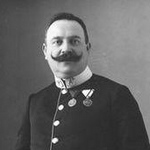
Hudební skladatel Julius Fučík (1872–1916)

Vjezd gladiátorů je jeden z nejznámějších pochodů na světě, nejslavnější dílo českého hudebního skladatele Julia Fučíka. Fučík skladbu napsal jako vojenský pochod roku 1897. Ve Spojených státech ji zpopularizoval kanadský skladatel Louis-Phillipe Laurendeau, který pochod upravil a vydal pod názvem Thunder and Blazes. Tato verze začala být masivně užívána v cirkusech, zejména při nástupu klaunů. V důsledku toho se Fučíkova melodie stala jednou z nejznámějších na světě, byť původní autor zůstával neznámý. Další úpravu provedl italský skladatel Nino Rota pro Felliniho filmy Klauni a Sladký život, proto také je v Itálii Rota často uváděn jako autor této světoznámé melodie. Užití v souvislosti s klauny je kuriózní v tom, že Fučík skladbu spojil s představou triumfálního nástupu starořímských gladiátorů do arény. Tuto představu načerpal ze svého dlouholetého zájmu o antickou kulturu a obdivu k ní. Skladba byla nesčetněkrát užita v populární kultuře, například v komedii Killer Klowns from Outer Space z roku 1988, ve filmu Madagaskar 3 z roku 2012, ve snímku Velká ryba z roku 2003, v bondovce Chobotnička (1983), v seriálu Show Jerryho Seinfelda (epizoda The Gymnast z roku 1994) či v několika dílech seriálu Simpsonovi, konkrétně v epizodách Marge na útěku (5. sezóna/. epizoda), Speciální čarodějnický díl XXIV (25/2) a Žlutá pomsta (25/7).